# Kortstaartdrongo
De kortstaartdrongo (Dicrurus striatus) is een zangvogelsoort uit de familie van de drongo's en het geslacht Dicrurus. De vogel werd in 1877 door de vogelkundige Arthur Hay (van 1862 tot 1876 bekend als Lord Walden en daarna als de negende Markies van Tweeddale) als aparte soort beschreven. Lange tijd werd dit taxon beschouwd als ondersoort van de  Filipijnse drongo (D. balicassius), maar volgens in 2020 gepubliceerd onderzoek is de soortstatus verdedigbaar.

## Kenmerken
De soort is 24 tot 25 cm lang. De vogel is iets kleiner dan de Filipijnse drongo. De staart is korter en minder gevorkt.

## Verspreiding en leefgebied
Het is een endemische vogel op de Filipijnen.
Er zijn twee ondersoorten:
- D. p. samarensis:  oostelijk deel van de eilandengroep Visayas.
- D. p. striatus: Mindanao

De leefgebieden liggen in natuurlijk tropisch bos tot op een hoogte van 1800 meter boven zeeniveau.
Deze nieuwe soort wordt op de Rode Lijst van de IUCN als niet bedreigde soort beoordeeld.